# NGC 2206
NGC 2206 je galaksija u zviježđu Velikom psu.

## Vanjske poveznice
- SEDS: NGC 2206